# Правительство Свердловской области
Правительство Свердловской области — высший орган исполнительной власти Свердловской области. Руководство деятельностью правительства осуществляет высшее должностное лицо Свердловской области — губернатор Свердловской области.

## История
Предшественники:  Свердловский областной комитет ВКП(б)-КПСС (1917—1934 гг.), Свердловский областной комитет КПСС (1934—1991 гг.), Правительство Свердловской области (с 1991 года).  Администрация области была реорганизована и преобразована в Правительство Свердловской области 27 сентября 1995 года.

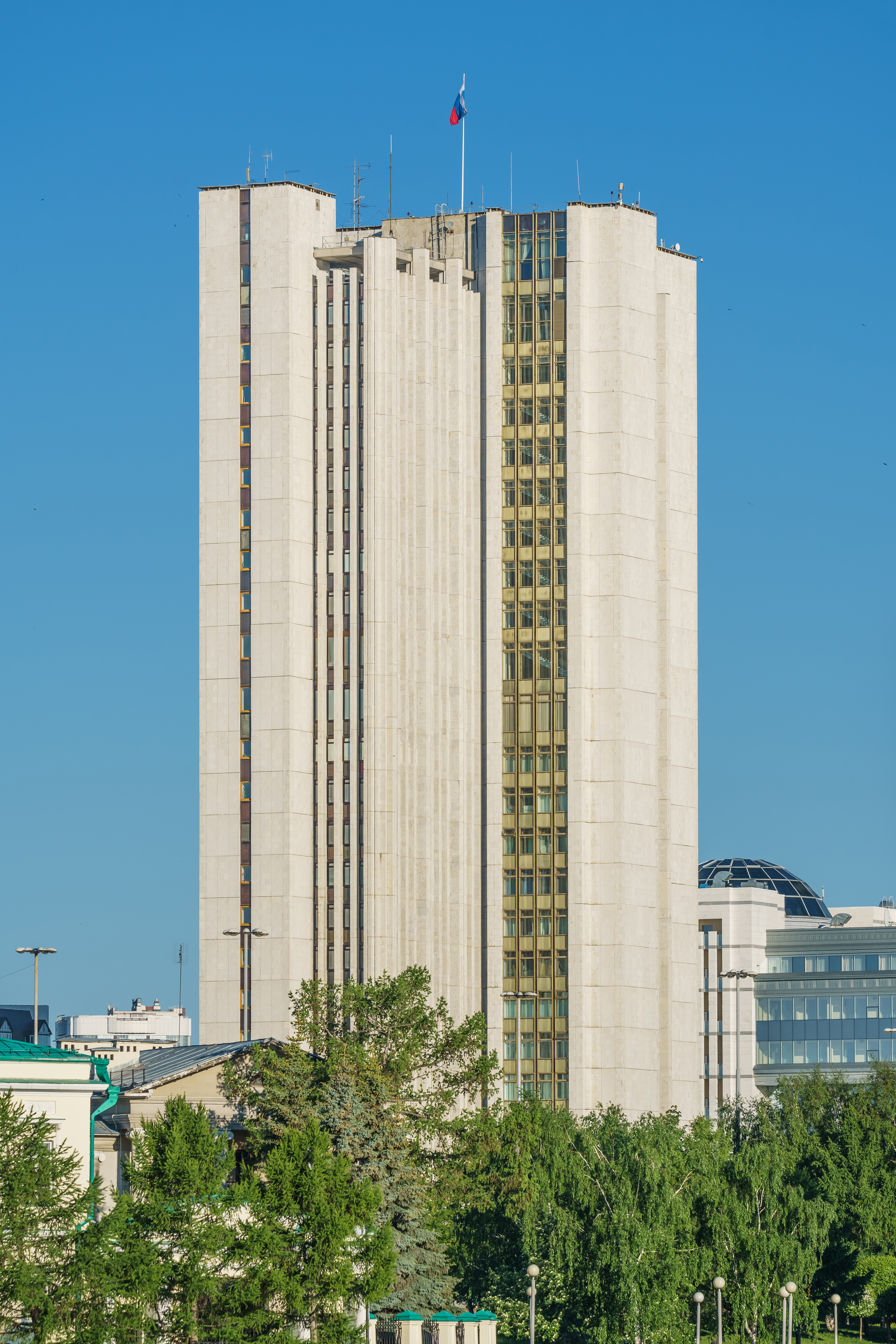
Здание Свердловского обкома КПСС в 1980-е гг., с 1991 года — здание Правительства Свердловской области

## Председатели Правительства Свердловской области
- Трушников Валерий Георгиевич (12 декабря 1991 — 21 июля 1994)
- Страхов Алексей Леонидович (21 июля 1994 — 23 августа 1995)
- Трушников Валерий Георгиевич (август 1995 — 29 апреля 1996)
- Воробьёв Алексей Петрович (16 мая — 4 октября 1996)
- Трушников Валерий Георгиевич (4 — 23 октября 1996)
- Воробьёв Алексей Петрович (23 октября 1996 — 18 июня 2007)
- и. о. Ковалёва, Галина Алексеевна (19 июня 2007)
- Кокшаров Виктор Анатольевич (19 июня 2007 — 7 декабря 2009)
- Гредин Анатолий Леонидович (7 декабря 2009 — 14 апреля 2012)
- Власов Владимир Александрович (18 апреля — 29 мая 2012, и. о. 29 мая — 22 июня 2012)
- Паслер Денис Владимирович (19 июня 2012 года — 26 сентября 2016)

## Областные исполнительные органы
1. Министерство инвестиций и развития Свердловской области
2. Министерство образования и молодёжной политики Свердловской области
3. Министерство здравоохранения Свердловской области
4. Министерство культуры Свердловской области
5. Министерство финансов Свердловской области
6. Министерство агропромышленного комплекса и потребительского рынка Свердловской области (Минагроторг СО)
7. Министерство социальной политики Свердловской области
8. Министерство международных и внешнеэкономических связей Свердловской области
9. Министерство экономики Свердловской области
10. Министерство промышленности и науки Свердловской области
11. Министерство энергетики и жилищно-коммунального хозяйства Свердловской области
12. Министерство природных ресурсов и экологии Свердловской области
13. Министерство строительства и развития инфраструктуры Свердловской области
14. Министерство транспорта и связи Свердловской области
15. Министерство физической культуры, спорта и молодежной политики Свердловской области
16. Министерство по управлению государственным имуществом Свердловской области
17. Министерство общественной безопасности Свердловской области
18. Департамент по обеспечению деятельности мировых судей Свердловской области
19. Департамент по труду и занятости населения Свердловской области
20. Департамент по охране, контролю и регулированию использования животного мира Свердловской области
21. Департамент государственных закупок Свердловской области
22. Департамент лесного хозяйства Свердловской области
23. Департамент ветеринарии Свердловской области
24. Управление делами Губернатора Свердловской области и Правительства Свердловской области
25. Управление архивами Свердловской области
26. Управление записи актов гражданского состояния Свердловской области
27. Управление Государственной жилищной инспекции Свердловской области
28. Управление государственного строительного надзора Свердловской области
29. Региональная энергетическая комиссия Свердловской области

## Территориальные межотраслевые исполнительные органы
- Администрация Восточного управленческого округа Свердловской области
- Администрация Горнозаводского управленческого округа Свердловской области
- Администрация Западного управленческого округа Свердловской области
- Администрация Северного управленческого округа Свердловской области
- Администрация Южного управленческого округа Свердловской области